# Angútikha
Angútikha (en rus: Ангутиха) és un poble (possiólok) deshabitat del krai de Krasnoiarsk, a Rússia, que en el cens del 2010 no tenia cap habitant.